# ارهان کوش‌کاپان
ارهان کوش‌کاپان (انگلیسی: Erhan Kuşkapan؛ زادهٔ ۸ ژوئن ۱۹۸۸) بازیکن فوتبال اهل ترکیه است.
از باشگاه‌هایی که در آن بازی کرده‌است می‌توان به باشگاه فوتبال آنکارا اسپور اشاره کرد.